# Сиддхартха (роман)
«Сиддха́ртха» (нем. Siddhartha) — аллегорический роман-притча Германа Гессе, впервые был опубликован в берлинском издательстве S. Fischer Verlag в 1922 году. Книга повествует о молодом брахмане по имени Сиддхартха. (Сиддхартха — имя,  данное при рождении Будде Шакьямуни.)

## Содержание

### Сиддхартха брахман
Книга повествует о молодом брахмане по имени Сиддхартха и его друге Говинде. Всеми уважаемый и удивительный Сиддхартха посвящает свою жизнь поиску Атмана, Единого, который есть в каждом человеке.

### Сиддхартха самана
Поиск делает его из брахмана саманом, — аскетом и нищим. Говинда следует за ним на этом пути. Тем не менее, Сиддхартха чувствует, что жизнь самана не приведет его к цели. Вместе с Говиндой он совершает паломничество к Будде Гаутаме. Однако, Сиддхартха не принимает его учение. Он узнает, правда, что Гаутама достиг просветления и не ставит под сомнение правильность его учения, однако он верит, что оно является действенным только для Гаутамы. Нельзя стать Буддой при помощи учения, эта цель должна быть достигнута посредством собственного опыта. С этим осознанием он отправляется снова в путь и начинает новый период жизни, в то время как его друг Говинда присоединяется к Гаутаме.

### Сиддхартха у «людей-детей»
Интенсивно он узнает теперь окрестность и красоту природы, которую он раньше как самана учился игнорировать. Он пересекает реку, причём паромщик пророчит ему, что когда-нибудь он возвратится. Достигнув города он встречает куртизанку Камалу, которую он просит обучить его искусству любви. Чтобы иметь возможность оплатить её услуги, он становится помощником купца и благодаря своему уму и образованию делает успехи в своей новой карьере. Сначала он видит стремление к власти и деньгам как странную особенность «людей-детей», как он называет мирского человека. Скоро, тем не менее, азарт денег и роскошной жизни захватывает и его, и он становится одним из них. По прошествии многих лет он внезапно прозревает и решает вернуться на путь, который он когда-то начинал.
Сиддхартха покидает свой богатый дом, незавершеные дела и Камалу, не зная, что та беременна от него, и отправляется снова в путь, до тех пор пока ещё раз не встречает реку, которую он пересекал как-то давно.
Переживая свою жизнь, на грани самоубийства он стоит перед рекой и чуть не тонет. Осознавая, что после самоубийства он был бы только лишь сильнее пойман в колесо Сансары, он глубоким сном засыпает. После пробуждения он находит рядом с собой монаха Говинду, который поначалу не узнает его. Говинда ещё не стал буддой, но всё ещё следует Учению вместе с другими приверженцами Будды Гаутамы. Сиддхартха же повествует о своей жизни: «Где теперь брахман Сиддхартха? Где теперь самана Сиддхартха? Где теперь богач Сиддхартха? Быстро чередуется преходящее, Говинда, ты знаешь это». Говинда покидает Сиддхартху, а тот снова погружается в медитацию и чувствует, что он, как когда-то после расставания с Буддой Гаутамой, снова стоит совсем в начале своего пути, снова в начале новой жизни. Более отчётливо, чем раньше, осознает он недейственность ученого знания и важность личного опыта.

### Сиддхартха, паромщик
В поиске нового пути Сиддхартха чувствует своё влечение к реке и вновь встречает паромщика Васудеву, которого он просит взять себя к нему помощником. Тот учит Сиддхартху внимательно слушать реку и учиться у неё.

### Сиддхартха, отец
Сиддхартха снова встречает Камалу, отправившуюся на паломничество к умирающему Будде Гаутаме. Их сына, названного в честь отца Сиддхартхой, она ведет с собой. От укуса змеи Камала умирает, и Сиддхартха оставляет сына у себя. Он старается обучить скромности и спокойствию своего сына, привычного только к роскошной жизни города. Но этим он совершает, однако, ту же ошибку, в которой он когда-то упрекнул Гаутаму: нельзя учением направить на путь к познанию. У сына вызывает отвращение постоянная мягкая реакция отца на все его провокации, и он убегает от него обратно в город.
Несмотря на совет Васудевы, Сиддхартха следует за ним, но перед самым городом ему открывается вся бессмысленность своей затеи. Он осознает, что должен освободить сына, чтоб тот мог двигаться вперёд на его собственном пути. Долго ещё этот инцидент мучит не до конца успокоившегося и сомневающегося Сиддхартху, до того как медленно начинает развиваться в нём подлинное осознание того, что есть мудрость. Снова Васудева учит его слушать и наблюдать реку, которая постоянно изменяется и остаётся все же всегда той же рекой.
Васудева удаляется в лес на последнее уединение в конце своей жизни, а Сиддхартха продолжает его работу паромщика.

### Сиддхартха — Святой
В последнем эпизоде Герман Гессе показывает ещё раз встречу друзей юности Сиддхартхи и Говинды: закончившего свой путь и все ещё ищущего. Гессе изображает, как Сиддхартха передаёт своему другу в этот момент своё познание истинной природы вещей.

### Сиддхартха-Будда
Гессе показывает помимо просветленной сущности Будды и его обыкновенную человеческую природу.

## Интересные факты
Рок-музыкант Джерри Кантрелл, гитарист и лидер группы Alice in Chains, написал песню Siddhartha, во многом перекликающуюся с романом.

## Экранизации
- «Сиддхартха» — художественный фильм режиссёра Конрада Рукса[англ.] (США, 1972)